# Драгослав Адамовић
Драгослав Адамовић — Зира (Ужице, 30. септембар 1922 — Београд, 5. март 1978) је био новинар и публициста. У редакцију листа Млади борац дошао је по завршетку Другог светског рата 1945, где је почео своју новинарску каријеру. Од покретања НИН-а 1951. ради у његовој редакцији до 1962, а од тада је у Политици, где је постао један од истакнутијих представника новинарства у Србији у прошлом веку.
У првој генерацији послератних новинара истакао се као филмски и уметнички критичар. Постао је уредник културног додатка Политике. Запажене су му анкете „Коју од ваших песама највише волите“, којом је обухваћено 65 најистакнутијих југословенских песника (објављена и као посебно издање), као и „Ко је на вас утицао и зашто“, коју је на страницама Политике водио све до смрти.
Написао је и књигу „Моји савраменици“